# Cerro Tenán
Cerro Tenán är ett berg i Honduras.   Det ligger i departementet Departamento de Copán, i den västra delen av landet, 180 km väster om huvudstaden Tegucigalpa. Toppen på Cerro Tenán är 1 139 meter över havet.
Terrängen runt Cerro Tenán är lite bergig. Runt Cerro Tenán är det ganska glesbefolkat, med 24 invånare per kvadratkilometer. Närmaste större samhälle är Santa Rosa de Copán, 13,6 km norr om Cerro Tenán.  